# Canoa/kayak ai Giochi della XVIII Olimpiade - C1 1000 metri maschile
La competizione del C1 1000 metri di Canoa/kayak ai Giochi della XVIII Olimpiade si è disputata nei giorni dal 20 al 22 ottobre 1964 nel bacino del  Lago Sagami a Sagamihara.

## Programma
| Data            | Round      | Nota                                        |
| --------------- | ---------- | ------------------------------------------- |
| 20 ottobre 1964 | 3 Batterie | I primi 3 in finale. I restanti ai recuperi |
| 21 ottobre 1964 | 1 Recuper0 | I primi 3 in finale                         |
| 22 ottobre 1964 | Finale     |                                             |

## Risultati

### Batterie
| Pos. | Atleta                 | Nazione          | Tempo   |
| ---- | ---------------------- | ---------------- | ------- |
| 1    | Evgenij Penjaev        | Unione Sovietica | 4'41"06 |
| 2    | András Törő            | Ungheria         | 4'42"31 |
| 3    | Bogdan Ivanov          | Bulgaria         | 4'48"39 |
| 4    | Paul Stahl             | Canada           | 5'08"28 |
| 5    | Dennis Van Valkenburgh | Stati Uniti      | 5'12"63 |
| 6    | Fred Wasmer            | Australia        | 5'26"80 |

| Pos. | Atleta          | Nazione        | Tempo   |
| ---- | --------------- | -------------- | ------- |
| 1    | Jürgen Eschert  | Germania       | 4'36"92 |
| 2    | Andrei Igorov   | Romania        | 4'39"57 |
| 3    | Ove Emanuelsson | Svezia         | 4'46"73 |
| 4    | Shoji Yoshio    | Giappone       | 5'05"11 |
| 5    | Jan Jiráň       | Cecoslovacchia | 5'18"33 |

### Recupero
| Pos. | Atleta                 | Nazione        | Tempo   |
| ---- | ---------------------- | -------------- | ------- |
| 1    | Paul Stahl             | Canada         | 4'55"79 |
| 2    | Jan Jiráň              | Cecoslovacchia | 4'58"59 |
| 3    | Dennis Van Valkenburgh | Stati Uniti    | 5'00"34 |
| 4    | Shoji Yoshio           | Giappone       | 5'00"88 |
| 5    | Fred Wasmer            | Australia      | 5'16"40 |

### Finale
| Pos.    | Atleta                 | Nazione          | Tempo   |
| ------- | ---------------------- | ---------------- | ------- |
| Oro     | Jürgen Eschert         | Germania         | 4'35"14 |
| Argento | Andrei Igorov          | Romania          | 4'37"89 |
| Bronzo  | Evgenij Penjaev        | Unione Sovietica | 4'38"31 |
| 4       | András Törő            | Ungheria         | 4'39"95 |
| 5       | Ove Emanuelsson        | Svezia           | 4'42"70 |
| 6       | Bogdan Ivanov          | Bulgaria         | 4'44"76 |
| 7       | Paul Stahl             | Canada           | 5'04"79 |
| 8       | Dennis Van Valkenburgh | Stati Uniti      | 5'12"55 |
| 9       | Jan Jiráň              | Cecoslovacchia   | 5'40"00 |